# San Pedro, Ocotepec
San Pedro är en ort i Mexiko.   Den ligger i kommunen Ocotepec och delstaten Chiapas, i den sydöstra delen av landet, 700 km öster om huvudstaden Mexico City. San Pedro ligger 1 500 meter över havet och antalet invånare är 183.
Terrängen runt San Pedro är varierad. Runt San Pedro är det ganska glesbefolkat, med 47 invånare per kvadratkilometer. Närmaste större samhälle är Tapilula, 14,6 km öster om San Pedro. I omgivningarna runt San Pedro växer i huvudsak städsegrön lövskog.